# Bryggeriet Refsvindinge
Refsvindinge Bryggeri og Maltgøreri I/S, bedre kendt som Bryggeriet Refsvindinge, er et gammelt landbryggeri, som ligger på en gård ved Ørbæk på Østfyn syd for Nyborg. Bryggeriet er grundlagt i 1885, og var i begyndelsen et hvidtølsbryggeri. Den første pilsner blev brygget i 1986, og derefter kom guldøl og senere ale samt mange andre øl. Bryggeriet drives i dag af 4. generation af familien Rasmussen. 
Bryggeriet er kendt for at brygge gamle danske øltyper, som ellers er forsvundet, hvor den mest kendte er den meget røgede Skibsøl. De mest udbredte øl fra Refsvindinge Bryggeri er AZ Ale no. 16 og Mors Stout. AZ Ale no. 16 blev i 1997 kåret til "Danmarks bedste øl", og blev siden udnævnt til nummer 1 på verdensplan for tredje gang i streg af Verdens Bedste Øl Awards. Sidstnævnte blev i 2003 kåret til "Årets Ølnyhed" af Danske Ølentusiaster.

## Produkter
- Overgæret øl:
  - Ale no. 16
  - Bedstemors Stout (Brygget siden 2008)
  - Brygmesterens Egen Pils
  - Enkens Anden Lyst
  - Jordbærbryg
  - Mors Stout
  - Prima Landøl
  - Ægte Fynsk Boghvedebryg
  - Ævleøl
  - HumleDumle
  - Red Ale
  - Bedstefars Øl
- Undergæret øl:
  - HP Bock
  - Hvid Guld
  - Julehyg
  - Lys Bjørneøl
  - Mørk Hvidtøl
  - Påskebryg
  - Refsvindinge Pilsner
  - Skibsøl
  - Røde Mor